# Galepsus minutus
Galepsus minutus es una especie de mantis de la familia Tarachodidae.

## Distribución geográfica
Se encuentra en Etiopía, Malaui y Tanzania.